# 杜云
杜云（1978年12月13日—），山东济南人，毕业于中国传媒大学，是中国农业电影电视中心主持人。

## 生平
1978年，杜云出生于山东省济南市。1997年，杜云考入中国传媒大学。2001年，杜云以全班第三名的成绩被分配到中国中央电视台军事·农业频道农业节目担任主持人。

## 作品
- 《文化与生活》
- 《走进都市》
- 《基层瞭望》
- 《农家女》
- 《金色天平》